# Polônia do Congresso

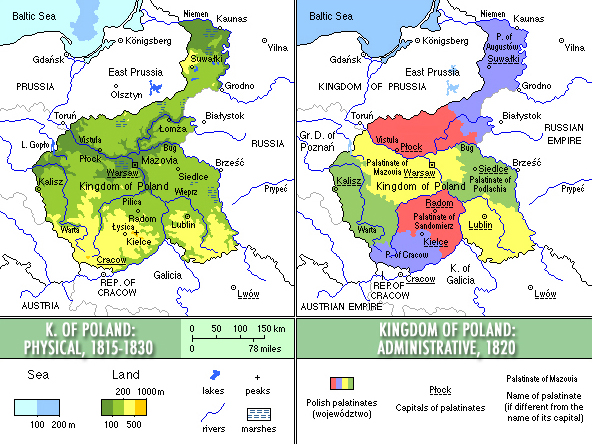
Reino da Polônia, 1815-1830

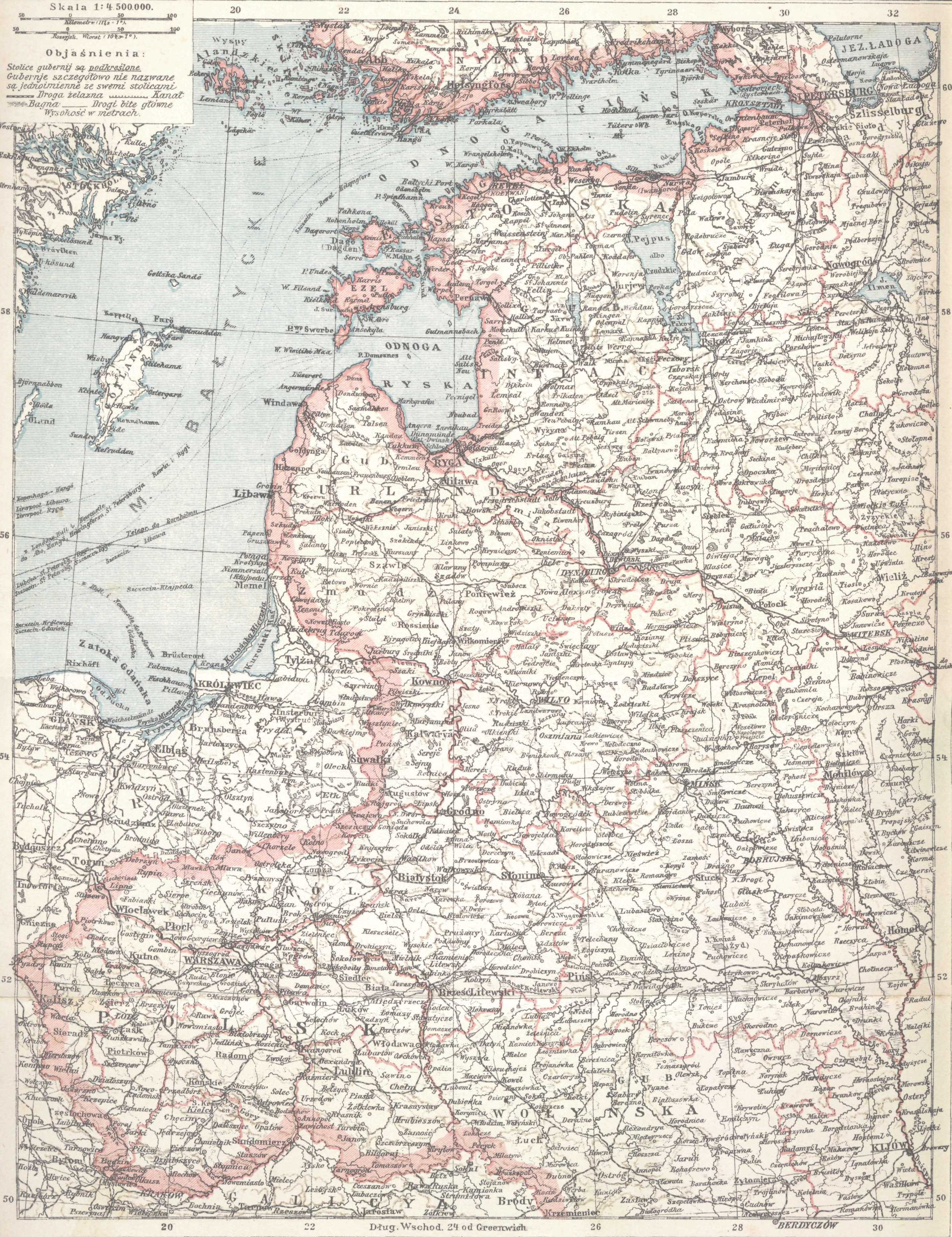
Mapa (em polaco) de 1902

Polônia do Congresso ou Polónia do Congresso (em polonês/polaco:  Kongresówka; oficialmente Reino da Polônia, em polonês/polaco:  Królestwo Polskie, em russo:  Царство Польское Tsarstvo Polskoye 'tsarstʋɘ 'polʲskɘje), também informalmente conhecido como Polônia Russa, foi a união constitucional da Polônia com o Império Russo, criada em 1815 pelo Congresso de Viena. Foi depois substituída pelos Impérios Centrais, em 1915, pelo Reino da Polônia. Embora oficialmente a Polônia do Congresso tivesse iniciado como Estado com uma considerável autonomia política, o Czar russo não aceitava restrições ao seu poder, além de ter reduzido severamente os poderes autônomos depois das revoltas de 1830-31 e de 1863, fazendo da Polônia, novamente um estado fantoche do Império russo, que depois foi dividido em províncias. Assim desde o começo, a autonomia polonesa não foi nada mais do que ficção.
O território da Polônia do Congresso corresponde grosseiramente as voivodias (regiões ou províncias) de Lublin, Łódź, Mazóvia e Santa Cruz.

## Nome
Embora o nome oficial do estado fosse "Monarquia da Polônia", na prática isto não foi usado. Em vez disso, para distingui-lo de outro Reinos da Polônia, foi então chamado Polônia do Congresso. Em todas as partes do século XIX, o termo Polônia do Congresso continuou sendo usado em relação a estes territórios, embora a entidade política deles unidos não existisse mais.

## História
A "Polônia do Congresso" foi criada fora do Ducado de Varsóvia no Congresso de Viena em 1815, quando os Estados Europeus reorganizaram a Europa depois da guerra napoleônica A criação da Polônia do Congresso originou uma partição de terras polonesas nas quais o estado foi dividido e governado entre Império Russo, Áustria e Prússia.
O Congresso de Viena foi importante o suficiente na criação deste estado que o novo país incorporou o seu nome. A Polônia do Congresso perdeu seu estatuto como estado soberano em 1831, quando este estado foi reorganizado com uma nova divisão administrativa. O nome era de tal forma marcante que permaneceu em uso oficial russo, apesar de, nos últimos anos do poder russo, ter sido normalmente substituído extraoficialmente, por País Vistulano (em russo: Privislyansky Krai).
Na sequência da derrota da Revolta de Novembro suas distintas instituições e acordos administrativos foram abolidos, como parte de um aumento de russificação, de forma a ser mais estreitamente integrado com o Império Russo. No entanto, mesmo após esta anexação formal, o território manteve alguma forma de distinção e continuou a ser chamado informalmente de Congresso Polônia até a dominação russa terminar, como resultado do avanço dos exércitos das Impérios Centrais em 1915 durante a Primeira Guerra Mundial.
Originalmente, o reino tinha uma área de cerca de 128 500 km ² e uma população de aproximadamente 3,3 milhões de pessoas. O novo Estado seria um dos menores estados poloneses da história, menor do que o anterior Ducado de Varsóvia, e muito menor do que a República das Duas Nações (que tinha uma população de 10 milhões de habitantes e uma área de 1 milhão de km². A sua população atingia 6,1 milhão em 1870 e 10 milhões em 1900. A maior parte da etnia polaca do Império Russo viviam no Reino do Congresso da Polônia, embora algumas áreas fora dele também continham maioria polonesa.
A Polônia do Congresso emergiu principalmente graças aos esforços de Adam Jerzy Czartoryski, um polonês que buscava a ressurreição do Estado Polonês em aliança com a Rússia.
O Reino da Polônia foi uma das poucas monarquias constitucionais contemporâneas na Europa, com o Imperador da Rússia servindo como Rei da Polônia. Seu título como chefe da Polônia, em russo, era czar, similar ao usado nos estados integrados no seio do Império (Geórgia, Kazan, Sibéria).

### Independência inicial
Teoricamente a Polônia do Congresso, na sua forma original, era uma forma semiautônoma de estado unido com a Rússia através do domínio do czar russo. O estado possuía a Constituição do Reino da Polônia, uma das mais liberais da Europa no século XIX, um parlamento (Sejm) responsável por votar leis, um exército independente, moeda, orçamento, Código Penal e uma alfândega na fronteira que a separava do resto do território russo. A Polônia também teve tradições democráticas (Liberdade dourada) e a nobreza polonesa valorizando profundamente a liberdade pessoal. Na realidade, o czar tinha poder absoluto e o título formal de autocrata, e não queria restrições ao seu poder. Toda a oposição ao imperador era perseguida, as liberdades individuais sendo desrespeitadas à vontade pelos funcionários russos. apesar da Rússia exigir o domínio absoluto, isto era difícil de ser estabelecido na Polônia do Congresso por causa das tradições e instituições liberais.
A independência da Polônia do Congresso durou apenas 15 anos; inicialmente Alexandre I utilizou o título de Rei da Polônia e foi obrigado a respeitar as resoluções da Constituição. No entanto, com o tempo, a situação mudou e ele concedeu ao vice-rei, Grão-Duque Konstantin Pavlovich, poderes quase ditatoriais. Logo, após o Congresso de Viena resoluções foram assinados, mas a Rússia deixou de respeitá-las. Alexandre I,em 1819, aboliu a liberdade de imprensa e introduziu a censura preventiva. A resistência ao controle russo começou em 1820. A polícia secreta russa comandada por Nikolay Nikolayevich Novosiltsev iniciou a perseguição de organizações secretas polonesas e, em 1821, o Czar ordenou a supressão da maçonaria, que representavam tradições patrióticas da Polônia. A partir do início de 1825, às sessões do Sejm foram mantidas em segredo.

### Revoltas e perda de autonomia
O sucessor de Alexandre I, Nicolau I foi coroado Rei da Polônia em 24 de maio de 1829, em Varsóvia, mas ele se negou a jurar obediência à Constituição e continuou a limitar a independência da Polônia do Congresso. O governo de Nicolau representava a ideia de Nacionalidade Oficial, que é ortodoxia, autocracia e nacionalidade. Em relação aos poloneses, estas ideias implicaram na meta de assimilação, com objetivo de transformá-los em fiéis ortodoxos russos. O princípio da ortodoxia, foi o resultado especial do papel que desempenhava a Igreja no Império Russo, tornando-se de fato um departamento do estado, sendo outras religiões discriminadas, por exemplo as bulas papais não podiam ser lidas no Congresso da Polônia sem autorização do governo russo. O Estado de Nicolau também significou o fim da tradição política na Polônia, tendo acabado com a existência de instituições democráticas, introduzido a administração centralizada, que não era eleita, mas sim nomeada. Ele tentou também mudar as relações entre o Estado e o indivíduo. Todo este descontentamento e levou a resistência entre a população polonesa. Em janeiro de 1831 a Sejm depôs o Czar como Rei da Polônia, em resposta aos seus reiterados atentados aos direitos constitucionais. O Czar russo reagiu através do envio de tropas para a Polônia e então a Revolta de Novembro eclodiu. depois de 11 meses de campanha militar o Congresso Polônia perdeu sua semi-independência e foi, posteriormente, muito mais rigidamente integrado ao Império Russo. Este foi formalizado através da emissão do Estatuto Orgânico do Reino da Polônia pelo Imperador em 1832, que aboliu a Constituição, o exército e a assembleia legislativa. Nos próximos 30 anos uma série de medidas vinculou o Congresso Polônia cada vez mais estreitamente com a Rússia. Em 1863 a Revolta de Janeiro eclodiu, mas foi esmagada em 1865. Como resultado todos os diretos restantes de Estado separado do Congresso Polônia foram removidos e a entidade política foi diretamente incorporada ao Império russo.
O nome extra-oficial País Vistulano (em russo: Привислинский Край) substituiu o de "Polônia do Congresso" como nome oficial da área e se tornou um namestnichestvo sob controle de um namestnik (Vice-Rei) até 1875, quando se tornou uma Guberniya. Nos anos de 1880, a língua oficial, foi alterada para russo e o polonês foi banido tanto dos escritórios e das escolas. Em 1912 a parte sudeste, em torno de Chełm, constituiu uma entidade separada e foi incorporada no núcleo da Rússia. Em 1915 durante a Primeira Guerra Mundial Congresso Polônia foi saqueada e abandonada no recuo exército russo, tentando imitar a política de terra queimada de 1812; os russos também despejaram centenas de milhares de habitantes suspeitos de colaborar com o inimigo. No ano seguinte, a ocupação dos Impérios Centrais criou o Reino da Polônia de curta duração com a maior parte do seu território.

### Governo
O Governo da Polônia do Congresso foi delineado na Constituição do Reino da Polônia em 1815. O Imperador da Rússia era o chefe de Estado oficial, com o título de Rei da Polônia, com o governo local, liderado pelo Namestnik do Reino da Polônia, Conselho de Estado e Conselho Administrativo, além de uma das Sejm.
Em teoria a Polônia do Congresso possuía um dos governos mais liberais do seu tempo, na Europa, mas, na prática, a área era um estado fantoche do império russo. As disposições liberais da Constituição e o alcance da autonomia eram frequentemente ignoradas pelos funcionários russos.